# كأس أوغندا 1982
كأس أوغندا 1982 (بالإنجليزية: 1982 Uganda Cup)‏ هو موسم من كأس أوغندا. فاز فيه نادي كامبالا سيتي.